# Nicoletta Rizzi
Nicoletta Rizzi (Milán, 1 de enero de 1940 – Íb., 17 de enero de 2010) fue una actriz italiana de cine, teatro y televisión. Activa principalmente en producciones televisivas, en las que obtuvo reconocimiento por su participación en el seriado A come Andromeda, también apareció en largometrajes como La primera noche de la quietud, Milano: il clan dei calabresi y Grazie zia. Falleció en Milán el 17 de enero de 2010.

## Filmografía destacada

### Cine y televisión

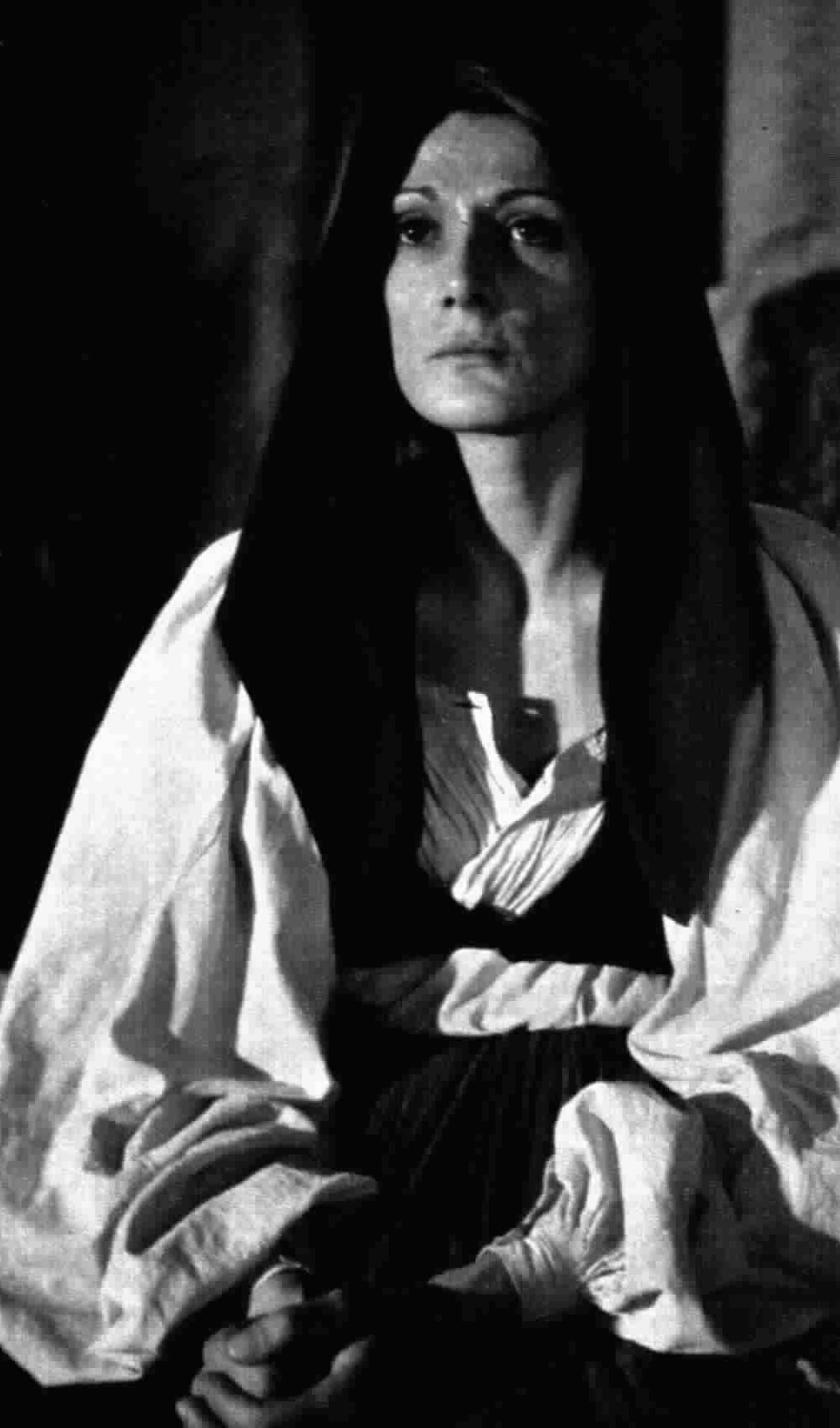
Rizzi en 1974

- Come Play with Me (1968)
- Cuore di mamma (1969)
- A come Andromeda (1971)
- Indian Summer (1972)
- I Nicotera (1972)
- The Last Desperate Hours (1974)
- Gamma (1975)